# Список эпизодов телесериала «Тайные операции»
Список эпизодов американского приключенческо-драматического телесериала «Тайные операции» с Пайпер Перабо и Кристофером Горэмом в главных ролях. Сериал выходил в эфир на американском телеканале USA с 13 июля 2010 года по 18 декабря 2014 года.
Молодой стажер ЦРУ Энни Уокер отправляется на работу в подразделение внутренней охраны (ПВО), где она служит в качестве полевого агента. Август «Огги» Андерсон, оперативник, ослепший в Ираке, берется помочь Энни в её новой жизни. Прикрытием Энни является то, что она работает в Смитсоновском институте.

## Обзор сезонов
| Сезон | Серии | Серии | Даты показа  | Даты показа      |
| Сезон | Серии | Серии | Первая серия | Последняя серия  |
| ----- | ----- | ----- | ------------ | ---------------- |
| 1     | 11    | 11    | 13 июля 2010 | 14 сентября 2010 |
| 2     | 16    | 16    | 7 июня 2011  | 6 декабря 2011   |
| 3     | 16    | 16    | 10 июля 2012 | 20 ноября 2012   |
| 4     | 16    | 16    | 16 июля 2013 | 21 ноября 2013   |
| 5     | 16    | 16    | 24 июня 2014 | 18 декабря 2014  |

## Список серий

### Сезон 1 (2010)
За исключением первой серии все эпизоды первого сезона имеют названия песен группы Led Zeppelin. На русский язык названия серий переведены дословно.
| № общий | № в сезоне | Название                                                               | Режиссёр          | Автор сценария                | Дата премьеры    | Произв. код | Зрители в США (млн) |
| --- | ---------- | ---------------------------------------------------------------------- | ----------------- | ----------------------------- | ---------------- | ----------- | ------------------- |
| 1 | 1          | «Welcome to the CIA» «Добро пожаловать в ЦРУ»                          | Тим Мэтисон       | Мэтт Корман и Крис Орд        | 13 июля 2010     | CA101       | 4,88                |
| Молодого стажёра Энни Уокер снимают с учений и переводят в штаб-квартиру ЦРУ в Лэнгли. Здесь она знакомится со своими коллегами, начальницей Джоан Кембелл и Огги Андерсоном - слепым клерком, который в прошлом потерял зрение работая оперативником, с которым у Энни сходу завязываются дружеские отношения. Её первое задание связано с русским киллером, решившим передать ЦРУ секретную информацию, но в процессе оказывается, что в этом задании всё не так просто.                                                                             |            |                                                                        |                   |                               |                  |             |                     |
| 2 | 2          | «Walter's Walk» «Находка Уолтера»                                      | Феликс Алкала     | Мэтт Корман и Крис Орд        | 20 июля 2010     | CA102       | 5,21                |
| По поручению Джоанн Энни вынуждена выслушивать гражданских, которые считают что нашли факты угрозы для национальной безопасности США. Большая часть этих людей сумасшедшие или параноики, представляющие безумные теории, но всё меняется, когда Энни получает наводку от мальчика-радиолюбителя, который, по словам мамы, получил странный зашифрованный сигнал. |            |                                                                        |                   |                               |                  |             |                     |
| 3 | 3          | «South Bound Suarez» «Вечеринка на юге»                                | Джон Кретчмер     | Джеймс Пэрриотт               | 27 июля 2010     | CA103       | 4,83                |
| В этом задании Энни отправляется в Венесуэлу, чтобы убедить сестру одного из студентов Смитсоновского института передать информацию о местном криминальном авторитете, спонсирующем международных террористов. |            |                                                                        |                   |                               |                  |             |                     |
| 4 | 4          | «No Quarter» «Без пощады»                                              | Аллан Крокер      | Стивен Хутштейн               | 3 августа 2010   | CA104       | 5,30                |
| Энни необходимо обменяться секретной информацией в аэропорту Цюриха с агентом МОССАДа. На первый взгляд, лёгкое задание превращается в катастрофу, когда в аэропорту происходит террористический акт с целью перехватить секретную информацию. |            |                                                                        |                   |                               |                  |             |                     |
| 5 | 5          | «In the Light» «На свету»                                              | Джонатан Гласснер | Мередит Лавендер и Марси Улин | 10 августа 2010  | CA105       | 5,17                |
| В США возвращается опасный торговец оружием, а Энни отправляют на переговоры к отставному оперативнику ЦРУ, чтобы попросить его о помощи в этом деле. Вся проблема заключается в том, что отставной агент не желает помогать, и попытки уговорить его безуспешно продолжаются из года в год и являются своеобразным "крещением" для новых сотрудников. Молодая девушка всё-же достигает успеха, но операция всё-равно идёт не по плану. |            |                                                                        |                   |                               |                  |             |                     |
| 6 | 6          | «Houses of the Holy» «Дома святых»                                     | Алекс Чаппл       | Дана Калво                    | 17 августа 2010  | CA106       | 5,36                |
| Выявив утечку в сенате, Джоан отправляет Энни тайно следить за сенатором, прикрываясь дизайнером из Смитсоновского института. |            |                                                                        |                   |                               |                  |             |                     |
| 7 | 7          | «Communication Breakdown» «Неполадки»                                  | Кейт Вудс         | Мэттью Лау                    | 24 августа 2010  | CA107       | 5,87                |
| Масштабный цифровой сбой, по мнению ЦРУ, вызван деятельностью беглой российской хакершей Наташей Петровой. Огги и Энни отправляются на конференцию программистов, чтобы поговорить с Наташей и предложить 2 миллиона долларов за передачу им хакерского кода. В процессе выясняется что Огги был в отношениях с Наташей в прошлом. Дело осложняется, когда ФБР и русский криминальный авторитет начинают охоту за хакершей. Огги переступает закон и пускается во все тяжкие с целью помочь бывшей девушке пересечь канадскую границу и уйти от ФБР.   |            |                                                                        |                   |                               |                  |             |                     |
| 8 | 8          | «What Is and What Should Never Be» «Что есть, и чего следует избегать» | Род Харди         | Бретт Конрад                  | 31 августа 2010  | CA108       | 5,26                |
| Энни попадает в передрягу после того как пытается помочь девушке, в обход ЦРУ, по наводке от Бена Мерсера, бывшего агента и бывшего любовного интереса Энни. |            |                                                                        |                   |                               |                  |             |                     |
| 9 | 9          | «Fool in the Rain» «Глупец под дождём»                                 | Винсент Мисиано   | Стивен Хутштейн               | 7 сентября 2010  | CA109       | 5,40                |
| Дипломат из Ирана, находясь в Торонто, сбегает с конференции и пытается выйти на связь с правительством США. По случайному стечению обстоятельств Энни, находясь в отпуске, приезжает с сестрой к Ниагарскому водопаду, туда же прибывает беглый дипломат и Энни получает задание встретить его и передать информацию от иранца в штаб-квартиру ЦРУ. Руководитель ЦРУ Артур Кэмбелл выясняет, что у Огги роман с Лизой Хёрн - репортером, "копающим" под ЦРУ. Чтобы доказать свою лояльность агентству, Огги вынужден передать Лизе ложную информацию. |            |                                                                        |                   |                               |                  |             |                     |
| 10 | 10         | «I Can't Quit You Baby» «Я не могу тебя бросить, детка»                | Кен Гиротти       | Джеймс Пэрриотт               | 14 сентября 2010 | CA110       | 4,59                |
| В ходе нелегальной переправки груза из Великобритании в США в аэропорту ловят курьера. Энни отправляют на задание в Англию, чтобы выйти на связь с местными криминальными авторитетами и предложить свои услуги в качестве нового курьера, тем временем Огги устраивает экскурсию для школьного класса племянниц Энни в Смитсоновский музей, чтобы не раскрыть её прикрытие. |            |                                                                        |                   |                               |                  |             |                     |
| 11 | 11         | «When the Levee Breaks» «Когда разрушится дамба»                       | Аллан Крокер      | Мэтт Корман и Крис Орд        | 14 сентября 2010 | CA111       | 5,23                |
| В Гонконге похищают русского профессора, которого в своё время спас Бен Мерсер от криминального авторитета. Энни и Бен по приказу Джоан теперь должны отправиться в Шри-Ланку, где они и имели в прошлом любовную связь, с целью вытащить профессора из рук бандита. Операция проходит успешно, Энни, профессора, Бена и нескольких агентов забирают на вертолёте, но в последний момент Бен получает пулю в спину, от одного из бандитов, после чего серия завершается.                                                                               |            |                                                                        |                   |                               |                  |             |                     |

### Сезон 2 (2011)
Все эпизоды второго сезона носят названия песен R.E.M.. На русский язык названия серий переведены дословно.
| № общий | № в сезоне | Название                                                          | Режиссёр          | Автор сценария         | Дата премьеры  | Произв. код | Зрители в США (млн) |
| --- | ---------- | ----------------------------------------------------------------- | ----------------- | ---------------------- | -------------- | ----------- | ------------------- |
| 12 | 1          | «Begin the Begin» «Начни сначала»                                 | Кейт Вудс         | Мэтт Корман и Крис Орд | 7 июня 2011    | CA201       | 4,56                |
| Бен проходит лечение на острове Гуам, когда на него совершают покушение двое вооруженных людей, но благодаря Энни покушение срывается, после чего его переводят в больницу в Вирджинии. Вернувшись на службу, Энни получает задание связаться с информатором, эстонской теннисисткой Надей Лаванди, которая снабжает ЦРУ информацией об эстонском криминальном авторитете. При встрече Энни понимает, что что-то не так и уговаривает Джоан установить за Надей слежку, однако после поспешных действий мисс Уокер, которые ставят под угрозу жизнь Нади, Джоан отзывает Энни с задания. Тем временем из больницы исчезает Бен, а Энни вопреки приказу продолжает следить за Надей. Джоан и Артур готовятся отстаивать свои места в ЦРУ, после нескольких статей Лизы Хёрн, раскрывающих конфиденциальную информацию. |            |                                                                   |                   |                        |                |             |                     |
| 13 | 2          | «Good Advices» «Хорошие советы»                                   | Кен Гиротти       | Стивен Хутштейн        | 14 июня 2011   | CA202       | 3,92                |
| Энни отправляют в Париж, для вербовки дипломата из посольства, но там она снова встречает израильского шпиона, и теперь вынуждена конкурировать с ним. Огги примеряет на себя обязанности руководителя и вынужден принимать решения от которых может зависеть жизнь Энни. |            |                                                                   |                   |                        |                |             |                     |
| 14 | 3          | «Bang and Blame» «Взрыв и обвинения»                              | Аллан Крокер      | Эрика Шелтон           | 21 июня 2011   | CA203       | 4,03                |
| Энни возвращается в училище. Местный инструктор по стрельбе подозревается в измене и ей необходимо найти доказательства его предательства. Вся опасность задания заключается в том, что в случае раскрытия, её карьера закончиться. |            |                                                                   |                   |                        |                |             |                     |
| 15 | 4          | «All the Right Friends» «Все верные друзья»                       | Стивен Кей        | Норман Моррилл         | 28 июня 2011   | CA204       | 4,01                |
| Энни отправляется в Аргентину, для обмена итальянского шпиона на американского, однако по прибытии, самолёт с другим шпионом задерживается, а за итальянцем открывают охоту неизвестные люди. |            |                                                                   |                   |                        |                |             |                     |
| 16 | 5          | «Around the Sun» «Вокруг солнца»                                  | Феликс Алкала     | Дана Калво             | 5 июля 2011    | CA205       | 4,81                |
| Энни направляют в NASA, для проверки персонала, после электронного сбоя на спутнике. Огги получает повышение и готовится занять должность руководителя одела по работе с сенатом. На место Огги приходит новая сотрудница, с которой Энни, с первых секунд, вступает в конфронтацию. К концу дня Огги отказывается от новой должности возвращаясь на своё старое рабочее место. |            |                                                                   |                   |                        |                |             |                     |
| 17 | 6          | «The Outsiders» «Аутсайдеры»                                      | Марк Роскин       | Джулия Рачман          | 12 июля 2011   | CA206       | 4,30                |
| Находясь на задании, Энни с коллегой обследуют беловежскую пущу на территории Польши, но в определённый момент, они попадают на территорию Республики Беларусь, где их арестовывает военная полиция. |            |                                                                   |                   |                        |                |             |                     |
| 18 | 7          | «Half a World Away» «На другом конце света»                       | Феликс Алкала     | Джулия Рачман          | 19 июля 2011   | CA207       | 4,55                |
| Огги отправляется в отпуск в Стамбул на джазовый фестиваль. Встретившись там с другом и звукооператором фестиваля, он достаёт записи с концерта. Позже, прослушивая записи в отеле, он слышит фоновый шум. После обработки этой части записи, Огги узнаёт голос террориста из-за которого он ослеп. С помощью знакомой девушки Огги проводит собственное расследование, чтобы найти человека с записи, при этом просит Энни навестить сестру террориста, проживающую в Балтиморе. |            |                                                                   |                   |                        |                |             |                     |
| 19 | 8          | «Welcome to the Occupation» «Добро пожаловать на занятия»         | Джон Фосетт       | Зак Шварц              | 26 июля 2011   | CA208       | 4,36                |
| Эко-терорристы захватывают офис нефте-газовой компании в Мехико, среди заложников находится внедрённый агент ЦРУ. Выяснять ситуацию отправляют Энни, под прикрытием военного журналиста. |            |                                                                   |                   |                        |                |             |                     |
| 20 | 9          | «Sad Professor» «Грустный профессор»                              | Дж. Миллер Тобин  | Алекс Бергер           | 2 августа 2011 | CA209       | 4,61                |
| Профессор, который обучал Энни иностранным языкам оказывается агентом ЦРУ под прикрытием. Эта новость девушке приходит от Джоан, вместе с новостью об его убийстве, и теперь ЦРУ просит Энни помочь в расследовании убийства агента. |            |                                                                   |                   |                        |                |             |                     |
| 21 | 10         | «World Leader Pretend» «Притвориться мировым лидером»             | Кейт Вудс         | Мэтт Корман и Крис Орд | 9 августа 2011 | CA210       | 4,70                |
| Энни думает о том, как сказать сестре, что она агент ЦРУ. США решает предоставить убежище китайскому профессору. Для этого его надо незаметно вывести с конференции и Энни под прикрытием становиться сопровождающей, операция проходит успешно, но после приходит сообщение, что профессор отравлен и находиться в больнице. Предположительно отравили его супом, на банкете во время конференции, который успела поесть и Энни. В процессе выясняется, что отравление было спровоцировано радиоактивным изотопом. Ещё одной проблемой становиться государственный департамент США, который в ультимативной форме требует свернуть расследование отравления. После того как Даниэль узнает, что сестра работает в ЦРУ, она просит её съехать, опасаясь за жизнь дочерей.                                             |            |                                                                   |                   |                        |                |             |                     |
| 22 | 11         | «The Wake-Up Bomb» «Отрезвляющая бомба»                           | Стивен Кей        | Стивен Хутштейн        | 1 ноября 2011  | CA211       | 2,70                |
| Энни обживается в новой квартире, параллельно ей дают задание подобраться к повару-испанцу, чей брат может быть связан с международной террористической организацией. Джей пытается сдать своего отца как источника Лизы Хёрн, но в итоге принимает от него предложение стать руководителем отдела ЦРУ. |            |                                                                   |                   |                        |                |             |                     |
| 23 | 12         | «Uberlin» «Над Берлином»                                          | Джонатан Гласснер | Эрика Шелтон           | 8 ноября 2011  | CA212       | 2,67                |
| Находясь на задании в Берлине, Энни выслеживает жену местного криминального авторитета, однако женщина раскрывает её и требует встречи лично с Артуром. В процессе оказывается, что она была информатором и любовным интересом Артура. По итогу Артур вылетает в Берлин, чтобы поговорить с ней. |            |                                                                   |                   |                        |                |             |                     |
| 24 | 13         | «A Girl Like You» «Девушка вроде тебя»                            | Стивен Кей        | Норман Моррилл         | 15 ноября 2011 | CA213       | 2,26                |
| С Энни связывается агент ФБР, который утверждает, что ЦРУ выслеживает и пугает их информатора и просит её остановить управление, чтобы не мешать его расследованию. Обратившись к Огги, девушка выясняет, что у ЦРУ нет никаких операций связанных с информатором ФБР, тогда Энни сама находит таинственного агента, которым оказывается Эяль, он утверждает, что ищет спящего агента МОССАДа, который перестал выходить на связь, но в процессе выясняется, что он ищет террориста, убившего его сестру. |            |                                                                   |                   |                        |                |             |                     |
| 25 | 14         | «Horse to Water» «Лошадь из воды»                                 | Розмари Родригес  | Алекс Бергер           | 22 ноября 2011 | CA214       | 2,29                |
| В Москве рассекречен и убит Агент ЦРУ, Артур посещает в тюрьме бывшего шпиона-изменника и подозревает, что это он за всем стоит. Чтобы выяснить правду Энни отправляют под прикрытием к его дочерям, двум сёстрам, одна из которой общается с отцом, а вторая - нет. Однако переживая личный конфликт с Даниель, Энни слишком тяжело даётся это дело. Джей вступает в конфронтацию с Джоан и частью сотрудников её отдела. |            |                                                                   |                   |                        |                |             |                     |
| 26 | 15         | «What's the Frequency, Kenneth?» «Что за чистота, Кеннет?»        | Омар Мадха        | Дональд Джо            | 29 ноября 2011 | CA215       | 3,22                |
| Отрабатывая своё прикрытие Энни посещает Смитсоновский институт, где на неё выходит оперативник МИ6, который пытается её завербовать, в ЦРУ при этом находят нестыковки по этому агенту и поручают мисс Уокер быть двойным агентом. Выясняется что британец проверяет теорию со скульптором, который может быть связан с торговцами оружием и через два дня покинет США. Теперь им предстоит выяснить действительно ли скульптор представляет угрозу. |            |                                                                   |                   |                        |                |             |                     |
| 27 | 16         | «Letter Never Sent» «Письмо, которое никогда не будет отправлено» | Аллан Крокер      | Мэтт Корман и Крис Орд | 6 декабря 2011 | CA216       | 3,20                |
| Отправляясь в отпуск Энни берёт с собой сестру. Девушки приезжают в Стокгольм, но в аэропорту Энни получает звонок от Огги, который просит её быстро передать конверт с секретной информацией связному. Простое задание быстро перерастает в опасную авантюру, после того как связного перехватывают и убивают, а агентов передавших Энни письмо находят мёртвыми. Джей проваливает тест на полиграфе и оказывается перед моральной дилеммой, раскрыть секретную информацию о неудачной операции Артура или сдать своего отца. По итогу он выдаёт своего отца и шантажирует Артура, заявляя о своих амбициях. После пережитого опасного приключения Даниель просит Энни вернуться в её дом. |            |                                                                   |                   |                        |                |             |                     |

### Сезон 3 (2012)
Все эпизоды третьего сезона носят названия песен Дэвида Боуи. На русский язык названия серий переведены дословно.
| № общий | № в сезоне | Название                                                                 | Режиссёр         | Автор сценария         | Дата премьеры    | Произв. код | Зрители в США (млн) |
| --- | ---------- | ------------------------------------------------------------------------ | ---------------- | ---------------------- | ---------------- | ----------- | ------------------- |
| 28 | 1          | «Hang on to Yourself» «Положись на себя»                                 | Аллан Крокер     | Мэтт Корман и Крис Орд | 10 июля 2012     | CA301       | 3,50                |
| Джей назначает Энни тайную встречу. Когда она приходит, в назначенное место, он встречает её и заявляет, что протоколы ЦРУ неспособны её защитить и система не так хороша, как о ней говорят, он обещает рассказать больше и предлагает проехать с ним, однако из-за небольшой заминки Энни не успевает сесть к нему в машину и в следующую секунду его машина взрывается. Вернувшись в Лэнгли Энни видит обеспокоенность коллег, некоторые считают, что Джея убили и взрыв прогремел не просто так. Огги достаётся место Джея, а Энни узнаёт, что её переводят в другой отдел. Встретившись с новой начальницей Леной Смит, девушка получает задание - войти в контакт с предпринимателем Саймоном Фишером, имеющим русские корни и подозревающимся в шпионаже и выяснить мотивы России, скупающей дешёвые земельные участки по всему миру. |            |                                                                          |                  |                        |                  |             |                     |
| 29 | 2          | «Sound and Vision» «Звук и картинка»                                     | Стивен Кей       | Стивен Хутштейн        | 17 июля 2012     | CA302       | 3,22                |
| Энни отчитывается по прошлому заданию, когда её и Лену срочно вызывают в кабинет Артура. По прибытии Лена, Артур и Джоан заходят в кабинет а Огги и Энни остаются коридоре. Джоан настаивает, чтобы Огги и Энни занялись операцией связанной с хакером, создавшими вирус и известным под псевдонимом "красный разбойник". На следующие 36 часов Энни и Огги отправляются в Испанию под прикрытием семейной пары. Их цель - выкупить вирус у хакера, чтобы он не достался китайской разведке. Джоан посещает друг из АНБ, который сообщает ей, что Артур нанял частное агентство, которое отслеживало передвижения Джея последние несколько месяцев. |            |                                                                          |                  |                        |                  |             |                     |
| 30 | 3          | «The Last Thing You Should Do» «Последнее, что тебе нужно сделать»       | Феликс Алкала    | Норман Моррилл         | 24 июля 2012     | CA303       | 3,74                |
| Навещая свою девушку из "корпуса мира" Огги и ещё несколько волонтеров, попадают в плен к сомалийским пиратам. Джоан, Лена и Энни ведут переговоры с пиратами, находясь в США. |            |                                                                          |                  |                        |                  |             |                     |
| 31 | 4          | «Speed of Life» «Скорость жизни»                                         | Майкл Смит       | Эрика Шелтон           | 31 июля 2012     | CA304       | 2,58                |
| Энни продолжает вести операцию с Саймоном. Тем временем в частной технической лаборатории, работающей с минобороны США происходит кража, после чего все ведомства ведут расследования, чтобы найти вора и вернуть украденное. В этом деле ЦРУ находит связь с Саймоном, и Энни даёт наводку знакомому агенту ФБР в обмен на обещание сообщить ей информацию о предмете кражи, однако, по итогу Саймон всех обманывает. После провала операции Лена возвращает Энни в отдел Джоан. Даниэль готовится к переезду в другой штат. От Огги уходит невеста. |            |                                                                          |                  |                        |                  |             |                     |
| 32 | 5          | «This Is Not America» «Это не Америка»                                   | Аллан Крокер     | Джулия Рачман          | 14 августа 2012  | CA305       | 3,25                |
| Израильское правительство считает, что американский инженер передаёт информацию Иранской разведке. Джоан назначает на это дело Энни, операция проходит совместно с МОССАДом в Иерусалиме. По прибытии Энни в очередной раз встречается с Эялем, который становится её напарником. После разговора с инженером Эяль убеждён в его виновности, когда Энни считает, что он безобиден и разведка ошиблась. В процессе операции Эяль рассказывает напарнице шокирующую тайну ЦРУ. Артур недоволен поведением Огги в последние недели и снимает его с должности руководителя, отправляя обратно в отдел Джоан и назначая ему принудительную терапию у психолога. |            |                                                                          |                  |                        |                  |             |                     |
| 33 | 6          | «Hello Stranger» «Привет, незнакомец»                                    | Элоди Кин        | Стив Харпер            | 21 августа 2012  | CA306       | 3,51                |
| У премьер-министра Йемена случается инфаркт. По договоренности он прибывает в США для трёхчасовой операции на сердце, вместе с ним прибывает дипломат, на которого нацеливается Энни. С большим трудом она добивается от Джоан разрешения приступить к вербовке дипломата. Ставки высоки, ведь на пути у неё стоит ГосДеп, международные договора и карьера в ЦРУ. |            |                                                                          |                  |                        |                  |             |                     |
| 34 | 7          | «Loving the Alien» «Любить пришельца»                                    | Дж. Миллер Тобин | Алекс Бергер           | 28 августа 2012  | CA307       | 3,23                |
| Энни проводит время с Саймоном. Узнав, что он отправляется на Кубу и приглашает её с собой, она соглашается, но чтобы не выдать себя, санкционирует сверхсекретную операцию с Леной, которая достаёт ей поддельные документы, чтобы уйти от слежки спецслужб США. Для всех остальных - она официально находиться в отпуске. В случае раскрытия Энни рискует до конца своих дней остаться в тюрьме Кубы. Ситуация накаляется, когда партнёр Саймона, русский ФСБшник, намекает Энни, что знает о ней больше, чем она говорит. Огги начинает собственное расследование смерти Джея. |            |                                                                          |                  |                        |                  |             |                     |
| 35 | 8          | «Glass Spider» «Стеклянный паук»                                         | Стивен Кей       | Зак Шварц              | 4 сентября 2012  | CA308       | 3,44                |
| Энни вынуждена признаться, что тайно работала с Леной над делом Саймона, после того как Огги находит на конспиративной квартире Джея документы, которые делают Саймона подозреваемым в убийстве Джея. Артур, Огги, Джоан и Энни разрабатывают операцию по его поимке. ЦРУ так и не удаётся взять Саймона, но в конце дня он приходит в дом Энни и уговаривает её отправиться с ним на необозначенный на картах остров, Энни соглашается, но в этот момент к ней приходит Лена и стреляет в Саймона и Энни. |            |                                                                          |                  |                        |                  |             |                     |
| 36 | 9          | «Suffragette City» «Суфражистские города»                                | Феликс Алкала    | Тамара Бечер           | 11 сентября 2012 | CA309       | 3,94                |
| Пока Энни находится в больнице Лена фабрикует улики, чтобы выставить её изменницей. Огги не согласный с уликами Лены начинает собственное расследование. |            |                                                                          |                  |                        |                  |             |                     |
| 37 | 10         | «Let's Dance» «Давай потанцуем»                                          | Эндрю Бернштейн  | Мэтт Корман и Крис Орд | 18 сентября 2012 | CA310       | 3,47                |
| Преследуя Лену, Энни отправляется в Россию, где выходит на связь с сестрой Саймона и бывшим ФСБшником, отстраненным по вине Лены. |            |                                                                          |                  |                        |                  |             |                     |
| 38 | 11         | «Rock 'n' Roll Suicide» «Самоубийство Рок-н-ролла»                       | Стивен Кей       | Стивен Хутштейн        | 16 октября 2012  | CA311       | 2,76                |
| Энни ловят и сажают в российскую тюрьму, на протяжении нескольких недель подвергая допросам. Официально Россия не сообщает о её поимке и ЦРУ не может открыто заявить о её пропаже. Дело в свои руки берёт Огги, договорившись с Эялем о спасательной операции. |            |                                                                          |                  |                        |                  |             |                     |
| 39 | 12         | «Wishful Beginnings» «Желаемые начала»                                   | Таня МакКирнан   | Джулия Рачман          | 23 октября 2012  | CA312       | 2,75                |
| Вернувшись в США, Энни снова пересекается с Эялем. МОССАД ищет пропавшего информатора, стюардессу частных авиалиний Карину, копирующую информацию пассажиров через "умные часы". Девушка недавно пропала, а Израиль больше хочет получить часы, чем своего оперативника и обращается за помощью к ЦРУ. Напарники быстро находят девушку, но через несколько минут она умирает, так и не сказав где часы, но успев немного рассказать о странном пассажире на её последнем рейсе - Халида Ансари, международном предпринимателе за которым охотится Израиль, подозревая его в связях с террористами. Куратор из МОССАДа недоволен, но Энни обещает выполнить задание. Агенты находят часы, но несмотря на приказ Джоан, Энни всё-же делиться информацией с Эялем.                                                                             |            |                                                                          |                  |                        |                  |             |                     |
| 40 | 13         | «Man in the Middle» «Мужчина в центре внимания»                          | Кристофер Горэм  | Алекс Бергер           | 30 октября 2012  | CA313       | 2,35                |
| Энни снова рискует, пользуясь наводкой Эяля, в которую почти никто не верит, пытается доказать Мэган, девушке Халида, что её возлюбленный связан с международными террористами. Из-за того что мисс Уокер действует напрямую через Артура их отношения с Джоан ухудшаются. Операция по устранению Халида заканчивается провалом, а данные от МОССАДа оказываются подделкой. |            |                                                                          |                  |                        |                  |             |                     |
| 41 | 14         | «Scary Monsters (and Super Creeps)» «Ужасные монстры (и жуткие кошмары)» | Эмили Левисетти  | Тамара Бечер           | 6 ноября 2012    | CA314       | 2,28                |
| После "подставы" от МОССАДа всё ЦРУ готовиться дать объяснения по поводу проведённой операции, экстренно собирая информацию для выступления Артура в конгрессе. Джоан отсылает Энни домой, но после того, как пропадает Мэган и в игру возвращается бывший агент ЦРУ, работающий на Халида, Уокер начинает собственное расследование. На горизонте снова появляется Эяль, убеждая Энни, что он не в курсе о поддельной информации. Несмотря на своё недоверие девушка продолжает расследование вместе с израильским шпионом. В процессе расследования ЦРУ выясняется, что документы подделаны лично Эялем из-за его одержимости отомстить за девушку-информатора, убитую Халидом. |            |                                                                          |                  |                        |                  |             |                     |
| 42 | 15         | «Quicksand» «Зыбучие пески»                                              | Джейми Барбер    | Зак Шульц              | 13 ноября 2012   | CA315       | 2,45                |
| Халид устраивает охоту на Энни. По сообщениям, тело Мэган нашли в Люксембурге, Энни под видом сестры Мэган прилетает на опознание, что оказывается ловушкой Халида. Девушка уходит от засады но находясь в чужой стране вынуждена рассчитывать на себя, поэтому она обращается к Эялю. Эяль помогает ей добраться до Цюриха, и они вместе начинают искать Халида. Огги тем временем отправляется в Ирак, чтобы оказать психологическую помощь солдатам, получившим медаль "пурпурное сердце" за контузии и боевые ранения на поле боя. |            |                                                                          |                  |                        |                  |             |                     |
| 43 | 16         | «Lady Stardust» «Леди Звездная пыль»                                     | Ренни Харлин     | Мэтт Корман и Крис Орд | 20 ноября 2012   | CA316       | 2,47                |
| Эяль находится в плену у Халида, и у Энни есть 24 часа чтобы его спасти, но основная проблема в том, что Халид просит от неё секретную информацию, касающуюся ЦРУ и агентов управления в обмен на жизнь друга. На помощь к ней приходит Огги, который предлагает альтернативный план. |            |                                                                          |                  |                        |                  |             |                     |

### Сезон 4 (2013)
Все эпизоды четвёртого сезона носят названия песен Pixies. На русский язык названия серий переведены дословно.
| № общий | № в сезоне | Название                                           | Режиссёр         | Автор сценария                                                | Дата премьеры    | Произв. код | Зрители в США (млн) |
| --- | ---------- | -------------------------------------------------- | ---------------- | ------------------------------------------------------------- | ---------------- | ----------- | ------------------- |
| 44 | 1          | «Vamos» «Позволь мне»                              | Стивен Кей       | Мэтт Корман и Крис Орд                                        | 16 июля 2013     | CA401       | 2,39                |
| Романтические отношения Огги и Энни официально начинаются. После ночи проведённой вместе Энни рассказывает, о встрече с Генри Уилкоксом, который недавно вышел из тюрьмы. Он показал ей компромат на Артура, где были фотографии встречи Артура с известной террористкой, и несколько счетов, открытых Артуром для террористических организаций. Один из счетов был открыт Огги, после чего пара отправляется в Колумбию, чтобы выяснить в местом банке кто забирает деньги со счёта открытого Огги. В результате оказывается, что счёт открыт для сына Артура. Понимая, что Уилкокс ведёт против него войну Артур уходит в отставку. Джоан узнаёт, что она беременна. |            |                                                    |                  |                                                               |                  |             |                     |
| 45 | 2          | «Dig For Fire» «Копай, чтобы добыть огонь»         | Феликс Алкала    | Стивен Хутштейн                                               | 23 июля 2013     | CA402       | 2,67                |
| Артур Огги и Энни работают вместе, чтобы разузнать планы Уилкокса. Проследив за Генри, Уокер записывает разговор в котором участвует Уилкокс и "крот" из ЦРУ, но запись получается слишком нечёткой и Артур не может распознать шпиона. Интрижка Артура, о которой он объявил при уходе оказывается подделкой, чтобы спровоцировать Уилкокса, Огги быстро распознаёт ложь, но бывший директор просит его ничего не рассказывать Джоан, пока она не пройдёт полиграф. Обнаружив "крота" Энни отправляется к нему домой для обыска, но агент возвращается раньше и застаёт её, в завязавшейся драке Энни убивает его, а тело падает в реку. |            |                                                    |                  |                                                               |                  |             |                     |
| 46 | 3          | «Into the White» «В свет»                          | Стивен Кей       | Джулия Рачман                                                 | 30 июля 2013     | CA403       | 2,29                |
| Уилкокс даёт Энни задание вернуться в Колумбию и убить сына Артура - Тео. Перед поездкой она встречается с Джоан и Артуром чтобы получить инструкции от них. Артур уверен, что Тео работает внутри террористической ячейки как внедрённый агент и предлагает устроить ему эвакуацию. Джоан менее уверена в лояльности Тео и даёт задание - любыми способами остановить теракт, даже через убийство Тео, если это понадобиться. В Колумбии Энни находит Колдера, местного полицейского, с которым познакомилась при прошлом визите, предлагает ему сотрудничество, обещая отдать ему всех террористов, в обмен на Тео. Вместе они совершают набег на логово террористов, однако пленённый Тео не выдаёт своей причастности к ЦРУ. Энни находит наводку на возможную цель террористов, но Тео при этом сбегает. Колдер отправляет группу на место предполагаемого теракта, неподалёку от него Энни находит Тео, который теперь уже признаётся, что верен США и ЦРУ и попутно убивает одного из террористов из снайперской винтовки. Отдав свой неотслеживаемый телефон, Энни возвращается в США и сообщает Артуру, что его сын продолжает внедряться в террористическую ячейку, при этом работая на ЦРУ. Огги рассказывает Джоан о "кроте", после чего она лично берётся за уборку в его квартире, чтобы его убийство не вывело на Энни, в его доме она находит компромат на сенаторов, который использует для получения должности Артура в ЦРУ. |            |                                                    |                  |                                                               |                  |             |                     |
| 47 | 4          | «Rock A My Soul» «Встряхни мою душу»               | Феликс Алкала    | Таня Сент-Джон                                                | 6 августа 2013   | CA404       | 2,66                |
| Огги получает должность руководителя отдела Джоан. Энни начинает следить за супругами Чен, китайскими дипломатами, которые, со слов Тео, являются заказчиками теракта в Колумбии. Слежка выводит её на Уилкокса, который оказывается заказчиком теракта, когда китайцы - лишь посредники. Понимая, что после провала с убийством Тео Уилкокс может убить дипломатов, Энни предлагает завербовать их, чтобы прижать Генри, но Огги против. Энни всё-равно пытается обратиться к жене дипломата, но терпит неудачу. На фоне разногласий на службе у Энни и Огги происходит первый личный конфликт. По итогу Энни всё-же убеждает супругов Чен принять помощь, но Уилкокс переигрывает ЦРУ, убивая дипломатов и похищая компромат на него. Следующим утром Генри приходит к Артуру, заявляя что винит его в смерти сына и обещает скорую расплату, дав понять, что знает о беременности Джоан и о Тео. Огги смещают с должности из-за смерти китайцев, на его место приходит Колдер. |            |                                                    |                  |                                                               |                  |             |                     |
| 48 | 5          | «Here Comes Your Man» «И пришел твой человек»      | Сильвайн Уайт    | Хэнк Чилтон                                                   | 13 августа 2013  | CA405       | 2,22                |
| Огги выясняет, что Колдер назначен сенатором, являющимся близким другом Уилкокса, поэтому Огги, Джоан, Артур и Энни считают, что это его новый "крот". Почти сразу Колдер начинает действовать и устанавливать свои порядки. Берёт на себя курирование Энни, а для Огги придумывает задание по разработке технической программы. При этом он запрещает паре контактировать во время задания, объясняя это тем, что личные чувства могут помешать операции. Он отправляет Энни на задание, войти в доверие к торговцу оружием, обосновавшимся в Вене и недавно бежавшего из Италии. Огги видит в задании слишком много нестыковок и считает, что это задание-ловушка, чтобы убить Энни не привлекая внимания. По ходу задания он узнаёт всё больше пугающих его фактов. Не смотря на запрет Колдера пара всё-же созванивается, и Огги делится с Энни опасениями и просит вернуться. Однако Уокер "переигрывает" задание под себя, и в трудную минуту зовёт на помощь Тео, вместо другого агента направленного Колдером. Из-за этого миссия идёт не по плану, но Энни остаётся жива и возвращается в США, раздобыв информацию по заданию. Поздним вечером Генри назначает ей встречу, где намекает, что задание и правда могло быть его ловушкой. |            |                                                    |                  |                                                               |                  |             |                     |
| 49 | 6          | «Space (I Believe In)» «Космос (В который я верю)» | Ник Копус        | Зак Шварц                                                     | 20 августа 2013  | CA406       | 2,46                |
| Полиция находит тело Сета Ньюмана, агента ЦРУ убитого Энни, дело передаётся в ФБР с высшим приоритетом. Энни, Джоан и Огги решают внедрить Энни в расследование, чтобы найти улики против Уилкокса. При этом большую заинтересованность высказывают и Уилкокс и Колдер, за ключевую улику - флешку разворачивается настоящая борьба, но Энни всё же подменяет улику и отдаёт Огги на расшифровку. Генри намекает Энни что знает, кто настоящий убийца и, будто, предсказывает каждый шаг её команды. Энни начинает сильно нервничать, когда в ФБР проводят ДНК экспертизу найденного под ногтями жертвы эпителия. Расследование заканчивается, когда Уилкокс фабрикует улики и выставляет виноватым в убийстве Сета местного наркоторговца, используя информацию, что Сет посещал общество анонимных наркоманов. В конце дня между Энни и Генри происходит разговор, вначале Уилкокс пытается её завербовать в собственную частную компанию, но, когда Энни отказывается - он обещает её уничтожить вместе с подельниками, Уокер отвечает ему тем же. |            |                                                    |                  |                                                               |                  |             |                     |
| 50 | 7          | «Crackity Jones» «Крэкити Джонс»                   | Эмили Левисетти  | Тамара Бечер-Уилкинсон                                        | 27 августа 2013  | CA407       | 2,36                |
| Раскрывается, что жена Огги Хелен, которую он считал погибшей 7 лет, жива и работает под прикрытием под другим именем. Энни вынуждена работать с ней над операцией с коррумпированным агентом интерпола, который нелегально продаёт оружие, фальсифицируя улики. Известно что заказчиком является Уилкокс, поэтому Энни готова на всё, чтобы обыграть Генри. Хелен же наоборот, убеждает её, что одновременно оставаться с Огги и вести войну с Генри - не выйдет. После того как Энни чудом удаётся спастись, она понимает, что Хелен права и расстаётся с Огги. |            |                                                    |                  |                                                               |                  |             |                     |
| 51 | 8          | «I've Been Waiting for You» «Я ждал тебя»          | Дж. Миллер Тобин | Джулия Рачман                                                 | 3 сентября 2013  | CA408       | 2,64                |
| Огги вычисляет, что один из террористов группы Тео, захваченный в Колумбии встречался с Генри Уилкоксом. Учитывая, что террорист не хочет делиться информацией с ЦРУ Огги, Энни и Джоан договариваются об операции, в которой к террористу подсадят Тео, чтобы тот его разговорил. Колдер выясняет что Энни встречалась в Вене с Тео, вместо его оперативника и приходит с этим к Джоан требуя расследования действий Энни, в ответ она переводит Уокер в другой отдел, рекомендуя Колдеру заняться другими делами своего отдела. Во время перевода террориста, организованного Джоан, на машину в которой перевозят его и Тео нападает неизвестный, из-за чего они попадают в аварию. Энни успевает спасти из машины лишь Тео, когда террорист погибает, перед нападением Тео выясняет, что теракт в котором погибла его мать был заказан Уилкоксом и клянётся убить его. Вернувшись домой Энни выясняет, что её квартиру обыскали, она приезжает к Огги и сообщает ему, что управление может появится с минуты на минуту и заставляет его удалить все данные с жёстких дисков компьютера. Через несколько минут заявляется Колдер с группой, и начинает обыск в квартире. После того как он находит флешку Сета, Огги берут под стражу. |            |                                                    |                  |                                                               |                  |             |                     |
| 52 | 9          | «Hang Wire» «Висящие провода»                      | Джейми Барбер    | Стивен Хутштейн                                               | 10 сентября 2013 | CA409       | 2,20                |
| Колдер привозит Огги в одну из допросных ЦРУ, где угрожает оглаской, если тот уйдёт и начинает задавать вопросы про флешку и Энни. Энни тем временем отправляют в Копенгаген, куда прибывает Уилкокс и Тео. Вычислив местоположение Тео, она останавливает покушение на Генри, после чего её берут под стражу местные полицейские. Огги тем временем намекает Колдеру, о своих подозрениях, что тот работает на Уилкокса, но Майклз уверяет его что это не так. По итогу он привозит Огги в ЦРУ и приводит в тех отдел, где расшифровывают данные с флешки. Получив данные он приходит к Джоан и сообщает, что хочет выяснить утечку, кому предназначались данные с флешки и откуда они были скачены. Джоан отсылает его, обещая штрафные санкции за удержание Огги. Сам же Огги подозревает, что Колдер не при чём и не связан с Генри. Тем временем Энни отпускают и её встречает Уилкокс, который везёт её в местный филиал своей компании, откуда показывает как на совет директоров будет совершено покушение и в теракте обвинят Тео. Уокер не успевает остановить теракт, но успевает увести Тео, во время побега из здания он получает ранение. Джоан даёт им план эвакуации через Германию, где находится американская военная база. Прибыв на место их встречает Артур, Тео увозят на операцию. Энни продолжает своё расследование и отправляется в Франкфурт, где Уилкокс задержался на 32 часа по дороге в Копенгаген. В финале Артуру сообщают о смерти Тео, под интервью Уилкокса, который соболезнует семьям погибших коллег в новостном выпуске. |            |                                                    |                  |                                                               |                  |             |                     |
| 53 | 10         | «Levitate Me» «Подними меня в воздух»              | Феликс Алкала    | Мэтт Корман и Крис Орд                                        | 17 сентября 2013 | CA410       | 3,03                |
| Артур попадает в тюрьму из-за своей связи с Тео и терактом, в котором обвиняют его сына. Джоан отстраняют от работы, а Энни продолжает своё расследование находясь под прицелом у интерпола и ЦРУ. В управлении появляется Уилкокс привлечённый в качестве консультанта, Огги набрасывается на него, из-за чего агента отстраняют. В Франкфурте Энни узнаёт, что Уилкокс встречался с матерью Джея, тем временем один из преследующих её агентов - убит, а подозрения падают на неё, после чего управление меняет её статус на агента-изменника и разрешает стрелять на поражение. По рекомендации Огги Энни встречается с Колдером и он помогает ей инсценировать её смерть, чтобы уйти из поля зрения ЦРУ и интерпола и продолжить расследование. |            |                                                    |                  |                                                               |                  |             |                     |
| 54 | 11         | «Dead» «Мертвый»                                   | Кристина Мур     | Таня Сент-Джон                                                | 17 октября 2013  | CA411       | 2,05                |
| Энни Уокер официально более не существует, изменив внешность и имя на Джессика Метьюс, Энни приступает к слежке за Санной - матерью Джея, проживающей в Женеве. Добившись её расположения она устраивается в компанию Дэвида - жениха Санны. В первый же день на совещании появляется наёмник Уилкокса, представляя американского инвестора. В свободную минуту Энни удаётся его обезвредить и избить до бессознательного состояния, но когда она транспортирует его до машины её замечает Санна, считающая, что Энни - человек Уилкокса. Вернувшись на квартиру Энни устраивает допрос, чтобы выяснить цели Уилкокса, но из-за несдержанности Санны наёмнику удаётся освободиться и в завязавшейся потасовке Энни убивает его. В США Огги и Колдер ведут свою игру, пытаясь поссорить Уилкокса и Брейтвейта - нового директора ЦРУ. |            |                                                    |                  |                                                               |                  |             |                     |
| 55 | 12         | «Something Against You» «Что-то против тебя»       | Лариса Кондрак   | Стив Харпер                                                   | 24 октября 2013  | CA412       | 1,69                |
| Энни обнаруживает в номере отеля где остановился наёмник ноутбук и флешку, спрятанные в сейфе. На флешке находятся файлы, в которых есть поддельные улики против Дэвида, связывающие его с терактом в Копенгагене, а ноутбук защищён паролем. Энни договаривается с арендодателем своей квартиры, чтобы он обеспечил ей прикрытие, сообщив полиции, что она не появлялась в квартире несколько дней. Чтобы Уилкокс не раскрыл смерть своего человека Энни сама подкидывает ложные улики в компьютер Дэвида и его арестовывает интерпол, после чего просит Санну пригласить Уилкокса в Женеву. К Огги приходит Хелен и предлагает свою помощь с Уилкоксом, но бывший муж остаётся к ней холоден и отвергает её попытки помочь. Адвокат добивается освобождения Артура из под стражи, а Джоан теперь работает в отделе по контролю вооружения. Огги распространяет слух про тайное досье на Уилкокса по управлению, чтобы укрепить легенду Колдера. В Женеве пока Санна встречается с Генри, Энни подкидывает в его номер отеля брошюру из Копенгагена, и после встречи с бывшей женой начинает его шантажировать через СМС с телефона его наёмника и требовать деньги, обещая в ином случае рассказать о его причастности к теракту его бывшей жене. Санна создаёт фиктивный отслеживаемый счёт, куда Энни и требует перевести деньги, но прежде чем он успевает это сделать, обнаруживается что его наёмник мёртв. К концу дня Генри снова навещает Санну, и намекает, что в курсе её предательства и называет новое имя Энни, обещая её убить. Энни вынуждена покинуть город, когда понимает, что арендодатель сдал её полиции, в момент когда она садится на мотоцикл её замечает Хелен. |            |                                                    |                  |                                                               |                  |             |                     |
| 56 | 13         | «No. 13 Baby» «Ребёнок №13»                        | Роджер Камбл     | Хэнк Чилтон                                                   | 31 октября 2013  | CA413       | 1,87                |
| Энни возвращается в Вашингтон, она передаёт ноутбук Колдеру на тайной встрече, чтобы Огги расшифровал его. Хелен приходит к Огги и сообщает что видела Энни, но тот отвечает, что уже знал это и просит не говорить об этом Джоан и Артуру. Энни находит дочь наёмника Уилкокса и узнаёт у неё о домике в лесу, по прибытии она видит там Генри и делает несколько снимков через окно, после его ухода. Хелен тем временем рассказывает о банкире Нолане Смите у которого Генри просил деньги во время шантажа в Женеве. Совместными усилиями Огги и Колдера они вычисляют банкира и находят его местоположение в Нью-Йорке. Энни сообщает Колдеру о домике в лесу, но когда он приезжает туда с группой захвата для обыска срабатывает сигнализация и внутри происходит взрыв. Разъярённый Генри спрашивает почему Колдер посмел посягнуть на его собственность, когда тот сообщает, что его туда привела Джессика Метьюс. Просматривая кадры с камер рядом с домиком Генри и правда видит неизвестную женщину и вычисляет её байк по номеру. Хелен встречается с Огги, и приглашает его домой, где они проводят ночь вместе. Огги удаётся расшифровать сообщение в ноутбуке между Генри и его наёмником, по которому можно его связать с терактом, но теперь им нужно связать ноутбук с самим наёмником и Генри. Днём Колдер встречается с Энни в третий раз и даёт наводку на Нолана, чтобы Энни занялась им. На автовокзале, куда приезжает Энни, Уилкокс вычисляет её по номеру украденного байка и прибывает туда, но вместо Энни встречается с Хелен, которая представляется Джессикой, после чего Уилкокс убивает её.                                                              |            |                                                    |                  |                                                               |                  |             |                     |
| 57 | 14         | «River Euphrates» «Река Евфрат»                    | Кристофер Горэм  | Стивен Хутштейн и Джулия Рачман                               | 7 ноября 2013    | CA414       | 1,63                |
| Энни отслеживает Нолана, который оказывается таможенником, помогающим Генри перевозить деньги по всему миру. Он рассказывает ей схему Генри и сообщает, что Уилкокс собирается переезжать в Гонконг, откуда США его не достать. Тем временем Джоан выясняет как Уилкокс крадёт деньги из ЦРУ, и когда она отправляется к одному из посредников - ювелиру, встречает там Энни. Огги организует слежку за домом Генри, но когда туда приезжает опер группа с Колдером во главе - выясняется, что вместо Генри в доме находиться двойник. Колдер Огги и Энни собираются в Гонконг чтобы схватить курьера доставляющего алмазы для Генри. |            |                                                    |                  |                                                               |                  |             |                     |
| 58 | 15         | «There Goes My Gun» «Сюда идет мой пистолет»       | Стивен Кей       | Тамара Бечер-Уилкинсон и Зак Шварц                            | 14 ноября 2013   | CA415       | 1,75                |
| В Гонконге Энни, Огги и Колдер выслеживают курьера, но когда они пытаются его взять он попадает под машину. Энни импровизирует и сама напрашивается как свидетель к полиции Гонконга. Просматривая камеры в участке она находит запись передачи портфеля с бриллиантами, и опознаёт мужчину. Он оказывается агентом китайской разведки по имени Оливер Ли. Энни убеждает его помочь поймать Уилкокса, в обмен на обещание, что он может забрать бриллианты Генри себе. Пока они ожидают встречи Оливера с Генри на съёмной квартире, Артур понимает, что его адвокат работает с Уилкоксом, когда Бьянка проговаривается, что один из счетов для Тео был открыт через Огги, и решает это использовать. Перед встречей Уилкокса предупреждают, что Огги и Колдер в Гонконге и он устраивает ловушку для своего связного. Однако планы ЦРУ и Уилкокса срываются и в создавшейся суматохе Генри убегает. Колдер предлагает взять китайского шпиона и использовать как свидетеля против Генри, когда Энни намерена идти до конца. Когда Артур отправляется поговорить с Бьянкой за ним приходит наёмный убийца от Генри, справившись с ним, он предупреждает жену. Колдер и Оливер покидают страну, а Огги остаётся на взлётной полосе, когда у Энни появляется новый план, по которому она сама приходит к охране Генри и рассекречивает себя. |            |                                                    |                  |                                                               |                  |             |                     |
| 59 | 16         | «Trompe Le Monde» «Обмануть смерть»                | Стивен Кей       | История: Мэтт Корман и Крис Орд Телесценарий: Линн Рене Макси | 21 ноября 2013   | CA416       | 2,34                |
| Генри везёт Энни в офис своей компании, пока Огги через американское посольство пытается организовать ей поддержку. Когда Оливера доставляют в США все преступления Уилкокса - раскрываются. ЦРУ совершает нападение на офис Генри в Гонконге, но операция проходит неудачно и Уилкокс сбегает, прихватив с собой Энни. Они прибывают на конспиративную квартиру Оливера и ожидают приезда китайской разведки. Когда прибывают люди из Министерства Юстиции Китая Уилкокс просит политического убежища оставляя им Энни, когда он уходит ей удаётся обезвредить охраняющих её агентов и выяснить куда он направляется. Она передает эту информацию Огги, и сама отправляется в погоню. |            |                                                    |                  |                                                               |                  |             |                     |

### Сезон 5 (2014)
Все эпизоды пятого сезона носят названия песен группы Pavement. На русский язык названия серий переведены дословно.
| № общий | № в сезоне | Название                                                      | Режиссёр        | Автор сценария         | Дата премьеры   | Произв. код | Зрители в США (млн) |
| --- | ---------- | ------------------------------------------------------------- | --------------- | ---------------------- | --------------- | ----------- | ------------------- |
| 60 | 1          | «Shady Lane» «Тенистая дорожка»                               | Феликс Алкала   | Мэтт Корман и Крис Орд | 26 июня 2014    | CA501       | 1,88                |
| После четырех месяцев пребывания «в тени», Энни Уокер возвращается в ЦРУ, и её сразу же отправляют в Чикаго, на задание по ликвидации террористической угрозы. Там она впервые встречает Райана МакКуэйда, президента крупной охранной компании «МакКуэйд Секьюрити». |            |                                                               |                 |                        |                 |             |                     |
| 61 | 2          | «False Skorpion» «Скорпион»                                   | Стивен Кей      | Стивен Хутштейн        | 1 июля 2014     | CA502       | 1,72                |
| Энни едет в Венесуэлу на поиски террориста, причастного к взрыву секретного офиса ЦРУ в Чикаго, в результате которого погибло двенадцать агентов, включая друга Огги. Однако там она сталкивается с МакКуэйдом, преследующим ту же цель. |            |                                                               |                 |                        |                 |             |                     |
| 62 | 3          | «Unseen Power of the Picket Fence» «Невидимая сила частокола» | Стивен Кей      | Тамара Бечер-Уилкинсон | 8 июля 2014     | CA503       | 1,44                |
| Энни и МакКуэйд не могут выбраться из Венесуэлы - после инцидента на границе с Колумбией их ищет местная полиция. Энни удается допросить схваченного ими террориста и выяснить, кто продал информацию о расположении чикагского офиса ЦРУ. |            |                                                               |                 |                        |                 |             |                     |
| 63 | 4          | «Silence Kit» «Шумоподавление»                                | Феликс Алкала   | Зак Шварц              | 15 июля 2014    | CA504       | 1,52                |
| В ходе слежки за сотрудником агентства нац. безопасности, подозреваемом в продаже секретной информации и причастности в взрыву в Чикаго, Энни попадает в аварию. При обследовании обнаруживается, что у неё проблемы с сердцем, и вскоре об этом узнают в ЦРУ. Энни скрывала, что у неё сердечная недостаточность, вызванная миокардитом, и эта тайна может стоить ей работы. |            |                                                               |                 |                        |                 |             |                     |
| 64 | 5          | «Elevate Me Later» «Повысьте меня позже»                      | Джейми Барбер   | Карен Кэмпбелл         | 22 июля 2014    | CA505       | 1,70                |
| Огги и Энни вместе едут в Париж, чтобы уговорить бывшую девушку Огги, гениального хакера, скрывающуюся от ФБР, помочь им взломать счет в банке, который ведёт к тому, кто финансировал теракт в Чикаго. Наташа соглашается им помочь, в обмен на полное снятие с неё обвинений. Огги все еще испытывает к ней чувства и честно признается, что ЦРУ не может этого сделать, и просит отдать им программу-"ключ", но она отказывается. Однако Энни ведёт свою игру, ей удается украсть "ключ" и приблизиться к Ивану Кравецу, бывшему агенту ФСБ, со счета которого и были перечислены деньги террористам. |            |                                                               |                 |                        |                 |             |                     |
| 65 | 6          | «Embassy Row» «Посольский квартал»                            | Джейми Барбер   | Генри Алонсо Майерс    | 29 июля 2014    | CA506       | 1,66                |
| Энни рискует всем, чтобы вновь приблизиться к Кравецу, который приглашает её на приём в российское посольство, где её могут легко разоблачить. Когда ситуация выходит из-под контроля, её спасает МакКуэйд. Огги прячет у себя дома Наташу, которая находится в федеральном розыске. Колдер обнаруживает, что женщина, которая ему небезразлична, стала невольным свидетелем во внутреннем расследовании. |            |                                                               |                 |                        |                 |             |                     |
| 66 | 7          | «Brink of the Clouds» «На краю облаков»                       | Феликс Алкала   | Хейли Тайлер           | 5 августа 2014  | CA507       | 1,64                |
| Энни и Райан МакКуэйд вместе едут в Азербайджан на поиски известного террориста Фарука Аль-Табризи, под маской которого скрывается бывший агент ЦРУ Натан Миллер. Именно на него, как на заказчика взрыва в Чикаго, указал Кравец на допросе. Когда Энни и МакКуэйд обнаружили его тайную базу в горах, было принято решение о ликвидации. Однако вскоре становится известно, что их отправили по ложному следу… |            |                                                               |                 |                        |                 |             |                     |
| 67 | 8          | «Grounded» «Заземление»                                       | Лариса Кондрак  | Хэнк Чилтон            | 12 августа 2014 | CA508       | 1,62                |
| Хейли Прайс из антитеррористического центра, которая расследует теракт в Чикаго, узнает о состоянии здоровья Энни и сообщает об этом Джоан и Колдеру. Теперь Энни отстранена от оперативной работы и переведена в офис, но это её не останавливает, и она продолжает расследование, обратившись за помощью к МакКуэйду. Вместе они отправляются на вокзал, на встречу с Роджером, бывшим оперативником ЦРУ и другом Огги, у которого есть важная информация, но его сбивает машина, а документы, которые были при нем, оказываются бесполезными. Когда обо всем становится известно в Лэнгли, Энни отстраняют от работы. На следующий день в доме МакКуэйда она видит человека, который следил за Роджером, и понимает, что напрасно доверяла новому напарнику… |            |                                                               |                 |                        |                 |             |                     |
| 68 | 9          | «Spit on a Stranger» «Плюнь в незнакомца»                     | Эмили Левисетти | Джозеф Суза            | 19 августа 2014 | CA509       | 1,63                |
| Подозревая, что МакКуэйд не тот, за кого себя выдает, Энни увольняется из ЦРУ, принимает его предложение о работе и при поддержке Огги начинает собирать информацию. Джоан удивлена поступком Энни и подозревает, что она что-то задумала. В файлах из личного компьютера МакКуэйда Огги находит информацию о спец. подразделении "Флинт", на которое работал и брат террориста, взорвавшего офис в Чикаго. Однако Райан сам рассказывает Энни об этом подразделении и говорит, что они работают на правительство. Она обращается за помощью к Артуру, и тот, через свои источники в правительстве выясняет, что Райан говорит правду. Также ей удается узнать адрес секретного объекта, где работает "Флинт". Но там Энни узнает шокирующую правду - Райан МакКуйэд спланировал взрыв в Чикаго, и тому есть неопровержимые доказательства. Теперь обо всем знают в Лэнгли, и МакКуйэд находится в розыске. Тем же вечером он приходит к Энни и говорит, что невиновен и его кто-то подставил. Несмотря на то, что все факты говорят об обратном, Энни верит ему и отпускает. |            |                                                               |                 |                        |                 |             |                     |
| 69 | 10         | «Sensitive Euro Man» «Чувствительный европеец»                | Лариса Кондрак  | Тамара Бечер-Уилкинсон | 26 августа 2014 | CA510       | 1,79                |
| Пока МакКуэйд находится в бегах, в его компании начинает обыск ЦРУ. В то же время готовится важная встреча при участии грузинского дипломата Александра Беленко, который не отказывается от услуг "МакКуэйд Секьюрити" даже в свете последних событий. Энни тайно встречается с Райаном в дендрариуме и помогает ему организовать встречу с Кейтлин, его первым заместителем, которую подозревает в предательстве, и её подозрения подтверждаются. По следу Энни идет Хейли Прайс, которой удается получить ордер на её арест. Райан и Энни прячутся в безопасном доме, где проводят вместе ночь, а после включают ноутбук, который передала Кейтлин, чтобы активировать спрятанный там жучок и заманить тех, кого она отправит за МакКуэйдом, в ловушку. План сработал, у людей Кейтлин оказались при себе яд, взрывчатка и карта отеля, где размещены участники предстоящей дипломатической встречи - все это, чтобы избавиться от МакКуйэда и сделать его организатором предстоящего теракта. Энни рассказывает обо всем Огги, отель обыскивает, но бомбы там нет. Райан находит Кейтлин, но та стреляет в него и сбегает. Хейли собирается арестовать Энни, но та говорит, что в дипломатически кортеж заложена бомба. Кейтлин все-таки взрывает машину, но на тот момент все уже эвакуированы. Энни не дает ей скрыться, но во время драки появляется Беленко и убивает Кейтлин. Её последние слова дают Энни понять, что она хорошо знала грузинского дипломата, и они работали вместе. Артур верит ей, но доказательств нет. Райан МакКуэйд находится в больнице в критическом состоянии. |            |                                                               |                 |                        |                 |             |                     |
| 70 | 11         | «Trigger Cut» «Курок спущен»                                  | Стивен Кей      | Стивен Хутштейн        | 6 ноября 2014   | CA511       | 1,22                |
| Райан по-прежнему в критическом состоянии, и Энни обещает ему, что поймает того, кто за это в ответе. Артур находит в ежедневнике Кейтлин предстоящую встречу с неким "К", и Энни отправляется в Стамбул на его поиски. Там человек, который работает на Беленко, встречается с Махмудом Каббани, торговцем оружием, за которым охотится МОССАД. Чтобы выяснить, что у него покупает Беленко, Энни допрашивает его, но он не успевает раскрыть важную информацию - его убивает Эяль, оперативник МОССАДа и верный друг Энни, которому она обязана многим. Его задание выполнено, но Эяль остается в Стамбуле, чтобы помочь Энни поймать Беленко, который, по данным друга Огги, тоже находится там. Неожиданно он приглашает Энни на личную встречу, но ей не удается узнать у него ровным счетом ничего, он отрицает знакомство с Кейтлин. Эяль и Энни преследуют машину, в которой должны находится загадочные мешки, которые Беленко купил у Каббани, но она оказывается пуста. Энни, по совету Эяля, возвращается в Вашингтон, ведь состояние Райана ухудшилось. К счастью, операция проходит успешно, и он приходит в себя. В больнице Энни сталкивается с Огги, друг которого погиб после того, как передал ему информацию о поездках Беленко, но Огги не считает, что это был несчастный случай. |            |                                                               |                 |                        |                 |             |                     |
| 71 | 12         | «Starlings of the Slipstream» «Скворцы в воздушном потоке»    | Кристофер Горэм | Карен Кэмпбелл         | 13 ноября 2014  | CA512       | 1,13                |
| Энни вносит залог за Огги. Отказываясь верить, что его друг умер естественной смертью, у агента происходит стычка с полицейским суд. мед. экспертом. Когда об этом узнают в Ленгли Джоан отправляет Огги в принудительный отпуск. Тем временем Энни находит следы химического яда в квартире погибшего. Сопоставив данные она находит совпадения и лабораторию в Германии, где Беленко мог произвести яд. В Германии Энни находит Бриту, девушку химика работающую с Беленко, и Ольгу - агента ФСБ, которая следит за Бритой. В попытках выяснить что ещё Брита могла произвести для Беленко, она вступает с ней в контакт и договаривается о встрече, но во время встречи Брита умирает, явно отравленная химическим ядом. Энни берут под стражу считая её виновной в смерти девушки, но из-под стражи её спасает Ольга, пытаясь внушить Энни, что они на одной стороне. Райан приставляет к Огги охранника, но это не помогает и к концу дня двое неизвестных убивают охранника и берут Огги в плен. Эскортница, которую Колдер приставляет для слежки за российским дипломатом Машковым добывает важную информацию, желая через неё выйти на Беленко Колдер просит её продолжать шпионить за русским дипломатом. |            |                                                               |                 |                        |                 |             |                     |
| 72 | 13         | «She Believes» «Она верит»                                    | Кристина Мур    | Хейли Тайлер           | 20 ноября 2014  | CA513       | 1,35                |
| ЦРУ начинает поиски Огги. Когда на камерах возле квартиры агента опознают одного из похитителей, бывшего сотрудника МакКуэйда, Райан обращается к контрабандистам, с которыми ранее сотрудничал. Ольга предлагает Энни работать вместе, найти и убить Беленко и вместе девушки отправляются во Франкфурт, где у дипломата должна пройти встреча с нейрохирургом. Когда Энни узнаёт о похищении Огги, она просит Ольгу изменить план и схватить Беленко, для допроса. Договорившись с хирургом, девушки устраивают засаду в номере отеля. Энни помогает врачу усыпить Беленко, когда Ольга разбирается с охраной, после чего они везут дипломата на квартиру Ольги и начинают подвергать допросу. Колдер и Джоан арестовывают Машкова и требуют от него информацию о Беленко, угрожая компроматом, что собрала эскортница. Машков сообщает им, что Беленко родом из Грозного, и дивизия Огги несколько раз дислоцировалась там, из чего они делают вывод, что он может находиться в России. Во время допроса Беленко, во Франкфурте, Ольга обнаруживает у дипломата следящий чип и через несколько секунд в квартиру врываются люди Беленко. Энни удаётся скрыться, когда Ольгу убивают. |            |                                                               |                 |                        |                 |             |                     |
| 73 | 14         | «Transport is Arranged» «Транспорт подан»                     | Эмили Левисетти | Генри Алонсо Майерс    | 4 декабря 2014  | CA514       | 1,38                |
| Пока Энни и МакКуэйд ищут местоположение Огги, Беленко допрашивает агента, с целью получить информацию из прошлого Огги. В определённый момент дипломат приводит Наташу и обещает запытать её до смерти, если Огги не начнёт говорить. Райан и Энни находят предполагаемое место содержания Огги, но из-за отсутствия визуального подтверждения не могут добиться поддержки от ЦРУ. Когда МакКуэйд и Уокер начинают действовать, появляется Беленко и взрывает здание, после чего уезжает на машине. Огги и Наташа спасаются за счёт того, что Огги понимает, что раньше был в этом здании и за несколько минут до взрыва сбегает вместе с Наташей. |            |                                                               |                 |                        |                 |             |                     |
| 74 | 15         | «Frontwards» «Вперёд»                                         | Стивен Кей      | Стивен Хутштейн        | 11 декабря 2014 | CA515       | 1,31                |
| Огги, Райан и Энни отправляются в Аргентину, чтобы найти там последнего человека из отряда Огги, которого и разыскивает Беленко. Они выясняют, что несколько месяцев назад он попал в тюрьму, Огги навещает его и предупреждает о том, что на него охотятся. ЦРУ объявляет охоту на Беленко, а Джоан пытается вытащить из аргентинской тюрьмы друга Огги, но когда Энни находит следящее устройство на Огги, они начинают планировать побег из тюрьмы. В ходе побега объявляется Беленко, но Огги с другом успевают скрыться, когда Райан и Энни пытаются схватить грузинского дипломата. |            |                                                               |                 |                        |                 |             |                     |
| 75 | 16         | «Gold Soundz» «Золотое звучание»                              | Стивен Кей      | Мэтт Корман и Крис Орд | 18 декабря 2014 | CA516       | 1,59                |
| Колдер выслеживает Ленгера, одного из исполнителей Беленко причастного к похищению Огги и убийству Ольги. Энни, Райан и пленённый Беленко пытаются выбраться из Аргентины, но путь им преграждают русские наёмники, для которых смерть Беленко - единственный возможный вариант отступления. Ленгер проникает в штаб-квартиру ЦРУ и пытается убить Огги и его друга, но их вовремя спасает Колдер. Артуру предлагают стать сенатором, но он колеблется. Джоан предлагают повышение. Наташа получает иммунитет и возвращается в США. |            |                                                               |                 |                        |                 |             |                     |